# Copa del Rey de balonmano 2004
La Copa del Rey de balonmano 2004 fue la edición XXIX del campeonato estatal de la Copa del Rey y se celebró en Pamplona (Navarra) entre el 31 de marzo y el 4 de abril de 2004.
Los equipo clasificados fueron: BM Ciudad Real, BM Valladolid, Portland San Antonio, BM Altea, Club Balonmano Cantabria, SD Teucro, Caja España Ademar León y el FC Barcelona.
El ganador de esta edición fue el FC Barcelona, imponiéndose al BM Ciudad Real.

## Desarrollo
|  | Cuartos de final         | Cuartos de final         |                      |                | Semifinales | Semifinales |  |                | Final      | Final      |  |
|  | 31 de marzo y 1 de abril | 31 de marzo y 1 de abril |                      |                | 3 de abril  | 3 de abril  |  |                | 4 de abril | 4 de abril |  |
|  |                          |                          |                      |                |             |             |  |                |            |            |  |
|  |                          |                          |                      |                |             |             |  |                |            |            |  |
|  | BM Ciudad Real           | 32                       |                      |                |             |             |  |                |            |            |  |
|  | BM Ciudad Real           | 32                       |                      |                |             |             |  |                |            |            |  |
|  | BM Valladolid            | 29                       |                      |                |             |             |  |                |            |            |  |
|  | BM Valladolid            | 29                       |                      | BM Ciudad Real | 31          |             |  |                |            |            |  |
|  |                          |                          |                      | BM Ciudad Real | 31          |             |  |                |            |            |  |
|  |                          |                          | Portland San Antonio | 31             |             |             |  |                |            |            |  |
|  | Portland San Antonio     | 27                       | Portland San Antonio | 31             |             |             |  |                |            |            |  |
|  | Portland San Antonio     | 27                       |                      |                |             |             |  |                |            |            |  |
|  | BM Altea                 | 25                       |                      |                |             |             |  |                |            |            |  |
|  | BM Altea                 | 25                       |                      |                |             |             |  | BM Ciudad Real | 25         |            |  |
|  |                          |                          |                      |                |             |             |  | BM Ciudad Real | 25         |            |  |
|  |                          |                          | FC Barcelona         | 27             |             |             |  |                |            |            |  |
|  | CB Cantabria             | 27                       | FC Barcelona         | 27             |             |             |  |                |            |            |  |
|  | CB Cantabria             | 27                       |                      |                |             |             |  |                |            |            |  |
|  | SD Teucro                | 30                       |                      |                |             |             |  |                |            |            |  |
|  | SD Teucro                | 30                       |                      | SD Teucro      | 22          |             |  |                |            |            |  |
|  |                          |                          |                      | SD Teucro      | 22          |             |  |                |            |            |  |
|  |                          |                          | FC Barcelona         | 26             |             |             |  |                |            |            |  |
|  | Ademar León              | 26                       | FC Barcelona         | 26             |             |             |  |                |            |            |  |
|  | Ademar León              | 26                       |                      |                |             |             |  |                |            |            |  |
|  | FC Barcelona             | 30                       |                      |                |             |             |  |                |            |            |  |
|  | FC Barcelona             | 30                       |                      |                |             |             |  |                |            |            |  |
|  |                          |                          |                      |                |             |             |  |                |            |            |  |

| Cataluña                           |
| Campeón F.C. Barcelona 14.º título |